# Мерчанский, Василий Петрович
Василий Петрович Мерчанский (1924—1996) — участник Великой Отечественной войны, командир орудия 134-го артиллерийского полка (172-я стрелковая дивизия, 13-я армия, 1-й Украинский фронт), старший сержант.
Герой Советского Союза (1945).

## Биография
Родился на хуторе Козинка ныне Морозовского района Ростовской области в семье крестьянина. Русский.
Образование начальное среднее. Работал пожарным в рабочем посёлке Морозовский (ныне город).
В Красной Армии с 1943 года. В том же году — на фронте. Командир орудия 134-го артиллерийского полка (172-я стрелковая дивизия, 13-я армия, 1-й Украинский фронт) комсомолец старший сержант Мерчанский отличился при форсировании Одера в районе города Штейнау (ныне Сцинава, Польша). В боях 28—29 января 1945 года за удержание и расширение плацдарма на левом берегу реки со своим расчётом отразил 8 контратак противника, обеспечивая переправу наших частей. В бою Мерчанский лично уничтожил три танка, а его расчёт вывел из строя 5 танков и больше батальона пехоты противника.
После войны был демобилизован. Жил в городе Белая Калитва Ростовской области. Работал на шахте «Шолоховская Северная» треста «Шолоховуголь» и жил в пгт Шолоховском. Член КПСС с 1960 года.
Умер 6 июня 1996 года. Похоронен в пгт Шолоховский.

## Награды
- Герой Советского Союза (10.04.1945)[1]
- Орден Ленина(10.04.1945)[1]
- Орден Отечественной войны I степени(11.3.1985)[2]
- Орден Красной Звезды[2]
- Медаль «За отвагу»[3]
- Медаль Жукова[4]
- Медаль За боевые заслуги[5]
- Медаль «В ознаменование 100-летия со дня рождения Владимира Ильича Ленина» (6 апреля 1970)
- Медаль «За победу над Германией в Великой Отечественной войне 1941—1945 гг.» (9 мая 1945)[6]
- Юбилейная медаль «Двадцать лет Победы в Великой Отечественной войне 1941—1945 гг.» (7 мая 1965[7])
- Юбилейная медаль «Тридцать лет Победы в Великой Отечественной войне 1941—1945 гг.»[8]
- Медаль «Сорок лет Победы в Великой Отечественной войне 1941-1945 гг.»[9]
- Юбилейная медаль «50 лет Победы в Великой Отечественной войне 1941—1945 гг.»[10]
- Медаль «За взятие Кёнигсберга»[11] (9 июня 1945[12])
- Медаль «Ветеран Вооружённых Сил СССР»
- Медаль «30 лет Советской Армии и Флота».[13]
- Юбилейная медаль «40 лет Вооружённых Сил СССР»[14]
- Юбилейная медаль «50 лет Вооружённых Сил СССР» (26 декабря 1967[15])
- Юбилейная медаль «60 лет Вооружённых Сил СССР» (28 января 1978[16])
- Юбилейная медаль «70 лет Вооружённых Сил СССР» (28 января 1988[17])
- Медаль «За безупречную службу» I степени[источник не указан 1511 дней].

- Знак МО СССР «25 лет Победы в Великой Отечественной войне» (24 апреля 1970[18])

## Память
- Имя Героя носит школа № 7 в пгт Шолоховский Белокалитвинского района.
- Мемориальная доска в память о Мерчанском установлена Российским военно-историческим обществом на здании средней школы № 4 города Морозовска Ростовской области, где он учился.
- Увековечен на сайте МО РФ «Дорога памяти»